# 16 Greatest Hits
A 16 Greatest Hits című lemez a Bee Gees  Mexikóban megjelent válogatáslemeze. 

## Az album dalai
1. How Can You Mend A Broken Heart (Barry és Robin Gibb) – 3:55
2. Jive Talkin'  (Barry, Robin és Maurice Gibb) – 3:43
3. Run to Me (Barry, Robin és Maurice Gibb) – 3:10
4. I Started a Joke (Barry, Robin és Maurice Gibb) – 3:06
5. You Should Be Dancing (Barry, Robin és Maurice Gibb) – 4:48
6. How Deep Is Your Love (Barry, Robin és Maurice Gibb) –  4:02
7. My World   (Barry és Robin Gibb) – 4:18
8. Night Fever  (Barry, Robin és Maurice Gibb) – 3:31
9. Stayin' Alive (Barry, Robin és Maurice Gibb)  – 4:43
10. How Deep Is Your Love (Barry, Robin és Maurice Gibb) – 4:01
11. Tragedy  (Barry, Robin és Maurice Gibb) –  5:03
12. Love So Right  (Barry, Robin és Maurice Gibb) – 3:33
13. Words (Barry, Robin és Maurice Gibb)  – 3:18
14. Cherry Red (Barry Gibb) –  3:07
15. Melody Fair (Barry, Robin és Maurice Gibb) – 3:47
16. To Love Somebody (Barry és Robin Gibb) – 3:00

## Közreműködők
- Bee Gees